# 上田市立西小学校
上田市立西小学校（うえだしりつ にししょうがっこう）は、長野県上田市にある公立小学校。
旧・上田市地区の市街地西部・旧・小県郡常磐城村の地域を学区としている。

## 概要・歴史
上田市街地の西部は江戸時代は上田城下町から独立した村々であり廃藩置県で小県郡上田町になってからも変わらなかった。その結果当校は上田市街地を学区とする学校で唯一独立して開校した歴史を持っている。1872年の学制頒布により市街地の西部には小県郡西脇村に「惟明学校」が設置される事となった。これがルーツとなっている。
同校は小県郡西脇村・諏訪部村・生塚村（※　1876年に合併し常磐城村）・秋和村（※　1889年4月1日に上下塩尻村と合併し塩尻村）を学区として開校したが1875年秋和村が独立し「秋和学校」を設置したため離脱し諏訪部村へ移転する。1886年に松平学校・上田街学校・進新学校・常入学校と合併し上田学校となったため同校の常磐城支校となる。1889年4月1日に小県郡常磐城村が上田町に合併されると町立上田尋常小学校の常磐城分教場と改称。1895年の高等科分置で町立上田尋常高等小学校の分教場に、1899年に本校の女子校が町立上田女子尋常小学校として独立すると男子のみの分教場となり1902年には町立上田男子尋常高等小学校の分教場となり1904年には日露戦争の影響で廃止。男子も本校への通学を余儀なくされた。しかし1906年に再興されて男子のみの通学が再開。1913年には現在地に移転し町立上田男子尋常高等小学校の西校となる。
1919年の上田市制施行→1922年の小県郡城下村編入合併をへて1922年に上田市立尋常高等小学校が発足すると女子の通学も再開。同校の西校となる。1941年に上田市立西尋常小学校と改称して再独立。すぐ上田市立西国民学校と改称したが1946年には高等科が分置され、1947年には学制改革により上田市立西小学校と改称し現在に至っている。

## 略年表
- 1873年 - 惟明学校として発足。小県郡西脇村に置かれた。
- 1875年 - 小県郡秋和村が「秋和学校」を設置したため離脱。小県郡諏訪部村に移転。
- 1876年 - 合併により学区が小県郡常磐城村となる。
- 1886年 - 小県郡上田町・常入村の小学校と合併し上田学校発足。旧惟明学校は上田学校常磐城支校となる。
- 1889年 - 小県郡常磐城村が上田町に合併。これにより町立上田尋常小学校の常磐城分教場となる。
- 1895年 - 小県郡立高等小学校の廃止により高等科が分置されたことにより町立上田尋常高等小学校の常磐城分教場となる。
- 1899年 - 本校女子校が町立上田女子尋常高等小学校として独立。これにより男子のみの収容となる。
- 1902年 - 町立上田男子尋常高等小学校常磐城分教場と改称。
- 1904年 - 日露戦争の影響で廃止。2年後再興。
- 1913年 - 現在地に校舎を移転。町立上田男子尋常高等小学校西校と改称。
- 1919年 - 上田市制施行により市立上田男子尋常高等小学校西校と改称。
- 1922年 - 上田市内3小学校の合併により上田市立尋常高等小学校発足。同校の西校と改称。女子の収容再開。
- 1941年 - 上田市立西尋常小学校として再独立するがすぐ上田市立西国民学校と改称。
- 1946年 - 上田市立中央国民学校（旧本校・高等小学校→中央尋常高等小学校）から高等科が分置される。
- 1947年 - 学制改革の第1弾6・3制の施行により上田市立西小学校と改称。

## 学校所在地
- 〒386-0027 長野県上田市常磐城5丁目1番53号